# Взаємозалежність
Не слід плутати із взаємозв'язком та взаємоєдністю.
Взаємозалежність — це певний стан взаємної відповідальності, системної залежності один від одного будь-кого чи чогось, зв'язок, у якій жодна із сторін неспроможна обійтися без іншої. Це поняття докорінно відрізняється від «залежності» як такої, оскільки у взаємозалежних відносинах мається на увазі, що це учасники емоційно, економічно, екологічно, морально чи якимось чином інакше впливають один на одного.
Одні люди пропагують незалежність і самостійність як свого роду найвище благо, інші з не меншою активністю виступають за вірність своїй сім'ї, організації чи суспільству . Взаємозалежність сплітає обидві ці позиції. Дві суверенні держави, які співпрацюють одна з одною, називаються взаємозалежними. Це також можна охарактеризувати як взаємозв'язок та впевненість один у одному в питаннях, щодо яких укладено угоди (у соціальній, економічній, екологічній, політичній та інших галузях).

## Використання терміна
Вперше термін «взаємозалежність» використовував Карл Маркс в Маніфесті комуністичної партії (1848р) для опису всесвітньої взаємозалежності держав у порівнянні з приватною та національною ізольованістю і самодостатністю, що передувала їй. Першу Декларацію Взаємозалежності написав Уїлльям Дюрант 8 квітня 1944 року. У Сполучених Штатах хвиля інтересу до цієї теми піднялася після терактів 11 вересня 2001 року . Такі, здавалося б, несхожі Махатма Ганді, Франклін Делано Рузвельт та Стівен Кові, багато писали та говорили про взаємозалежність.
Якби ти навіть хотів цього, то ти не можеш відокремити своє життя від людства. Ти живеш у ньому, ним і для нього. Ми всі створені для взаємодії, як ноги, руки, очі. Марк Аврелій Антонін, римський імператор та філософ
Суспільство зупиняється у розвитку без вольового імпульсу окремої особистості. Імпульс згасає без підтримки суспільства. Вільям Джеймс
Взаємозалежність є і має бути таким самим людським ідеалом, як самодостатність. Людина — соціальна істота. Без взаємин із суспільством він зможе усвідомити свою єдність зі світом чи подолати самозакоханість. Соціальна взаємозалежність дає йому можливість випробувати свою віру та спробувати себе на оселі реальності. Махатма Ганді, 1929
Основна думка, що стала керівним принципом цих конкретних методів відродження нації, не є вузьконаціоналістичною. Насамперед це вимога взаємозалежності різноманітних аспектів життя в усіх частинах Сполучених Штатів — визнання давнього і незмінно важливого прояву американського духу першовідкриття. Президент США Франклін Д. Рузвельт, 1932
Коли ми намагаємося вхопити щось, ми постійно виявляємо, що воно пов'язане з усім іншим у Всесвіті. Джон М'юр
…бо багато наших білих братів, про що свідчить їхня присутність сьогодні тут, усвідомили, що їхня доля пов'язана з нашою долею. І усвідомили, що їхня свобода нерозривно пов'язана з нашою свободою. Мартін Лютер Кінг, У мене є мрія, 1963
Більше того, я усвідомлюю взаємопов'язаність усіх спільнот та держав. Я не можу байдуже сидіти в Атланті, не переймаючись тим, що відбувається в Бірмінгемі. Несправедливість будь-де — це загроза справедливості всюди. Нас неминуче обплутує мережу взаємних залежностей, ми пов'язані однією долею. Те, що безпосередньо впливає на когось одного, опосередковано впливає на всіх нас. Ми більше не можемо собі дозволити жити з обмеженим, провінційним уявленням про «чужинця-правозахисника». Жоден житель Сполучених Штатів не може вважатися чужинцем десь у межах країни. Мартін Лютер Кінг, 16 квітня 1963 р.
Одне лише індивідуалістичне мислення відповідає взаємозалежної реальності. Індивідуалісти, недостатньо зрілі, щоб мислити та діяти взаємозалежно, можуть бути непоганими приватними підприємцями, але вони не стануть добрими лідерами чи членами команди. Вони не виходять із парадигми взаємозалежності, необхідної для успіху у шлюбі, сім'ї чи організаційній сфері. Стівен Кові
Отже, міжнародне співробітництво та згуртованість, а також невпинний пошук згоди стали категоричною необхідністю. Вони — єдина можлива альтернатива для всіх народів, взаємозалежність яких стає все більш очевидною в умовах бурхливого розвитку виробничих технологій, транспорту та систем зв'язку, а також навислої загрози деградації навколишнього середовища та виснаження природних ресурсів. Федеріко Майор Сарагоса, 27 травня 1980 р.